# Napoleon u svojoj radnoj sobi
Napoleon u svojoj radnoj sobi (fra.: Napoléon dans son cabinet de travail) je ulje na platnu koje je 1812. godine naslikao tada najveći i najutjecajniji neoklasicistički slikar, Jacques-Louis David. Slika je bila privatna narudžba škotskog plemića i pobornika Napoleona, Alexandra Hamiltona, poslana 1811., a dovršena 1812. godine. Izvorno je izložena u palači Hamilton, ali je 1882. godine prodana Archibaldu Primroseu. Zaklada Samuela H. Kressa otkupila je sliku 1954. godine te ju je pohranila u Nacionalnoj galeriji umjetnosti u Washingtonu. 

## Opis
Slika prikazuje cara Napoleona I. u njegovoj radnoj sobi u palači Tuileries. Unatoč nevjerojatno detaljnom prikazu, povjesničari umjetnosti smatraju kako je malo vjerojatno da je Napoleon doista pozirao za portret. Na slici Napoleon stoji u vertikalnom položaju u odori pukovnika Carske garde. Na odori stoje dva odlikovanja: Red Željezne krune i Nacionalni red Legije časti. Na stolu kraj njega se nalaze olovka, nekoliko knjiga i papiri. Na svitku na zelenom tepihu u lijevom dijelu slike stoji potpis autora "LVDci DAVID OPVS 1812". Sve to, zajedno s Napoleonovim otkopčanim manžetama, naboranim čarapama, raščupanom kosom i vremenom na satu (04:13) impliciraju na to kako Napoleo cijelu noć, piše zakone poput "Code Napoléon", a sama riječ "Kodeks" je istaknuta na svitku na stolu. 
David je naslikao i drugu verziju portreta, koja prikazuje potpuno identičnu scenu, ali je Napoleon u drugačijoj, odnosno u uobičajenoj odjeći. Ta verzija se od 1979. godine nalazi u Versaillesu.

## Vanjske poveznice
- Druga inačica slike